# Hikaru Shimizu
Hikaru Shimizu (japanisch 清水 光 Shimizu Hikaru; * 19. Juli 1996 in der Präfektur Kanagawa) ist ein japanischer Fußballspieler.

## Karriere
Shimizu erlernte das Fußballspielen in der Schulmannschaft der Kojo High School und der Universitätsmannschaft der Fuji-Universität. Seinen ersten Vertrag unterschrieb er 2019 bei Azul Claro Numazu. Der Verein spielte in der dritthöchsten Liga des Landes, der J3 League. Für den Verein absolvierte er sechs Ligaspiele. 2020 wechselte er zum FC Kariya.